# 마르쿠스 코르넬리우스 프론토
마르쿠스 코르넬리우스 프론토(Marcus Cornelius Fronto, 100년경 – 160년대 말)는 고대 로마의 문법학자, 수사학자, 변호사이다. 베르베르인 출신이던, 그는 누미디아의 키르타에서 태어났다. 가이우스 라베리우스 프리스쿠스를 직권집정관으로 둔 142년 7-8월의 눈디니움 기간 보좌집정관이었다. 안토니누스 피우스 로마 황제가 그를 양자들이자 미래의 황제들인 마르쿠스 아우렐리우스와 루키우스 베루스의 가정교사로 임명한바 있었다.

## 생애
프론토는 누미디아의 중심지인 키르타에서 100년경에 로마 시민권자로 태어났다. 그는 자기자신을 유목민 리비아인이라고 묘사했다. 그는 어린 시절에 그리스 가정교사(paedagogus) 아리델로스(Aridelus)에게 교육 받았다.
이후에, 그는 철학가 아테노도토스(Athenodotus) 그리고 연설가 디오니시오스(Dionysius)와 함께 로마에서 교육을 계속했다.
그는 키케로 다음 간다는 평가를 받으며, 곧 변호사와 연설가로서 유명세를 얻었다. 그는 많은 재산을 축적했고, 웅장한 건축물들을 짓고 그 유명한 마이케나스 정원을 사들였다.
142년에, 그는 두 달간(8월과 9월) 집정관직을 수행했으나, 건강상의 이유로 아시아 속주의 프로콘술직은 거절했다. 그의 생애 말년에 딸 하나를 제외한 모든 자녀들이 사망하면서 깊은 마음의 고통을 입기도 했다. 연설가와 문법학자로서 그의 재능은 동시대 사람들에게 큰 평가를 받았는데, 이 중 다수의 사람들이 그의 이름을 따 프론토 학파(Frontoniani)를 형성한 것으로 여겨진다. 그의 학풍의 중점은 소 세네카 같은 1세기 작가들의 인위적인 표현 대신에 라틴어의 정확한 사용을 주입시키고 키케로 이전 작가들의 작품들에서 보이는 ‘예상밖의, 흔치 않은 단어’들을 장려하는 데에 있었다. 그는 키케로가 세련됨에 대해 무심하다며 결점을 지적하기도 했으나, 자신이 그의 글들을 높이 평가한다는 걸 숨기지는 않았다. 결정적인 증거는 없으나 그는 파르티아 전쟁 이후에 발생한 안토니우스 역병으로 인해 160년대 말에 사망했을 것으로 보인다. C.R. Haines는 그가 166년 혹은 167년에 죽었다고 주장한다.

## 현존하는 문서
1815년까지, 프론토의 글 중에서 현존하는 것은 문법 논문인 ‘De nominum verborumque differentiis’와 ‘Exempla elocutionum’ (후자는 실제론 아루시아누스 메시우스의 것이었다)이었다. 1815년에, 안젤로 마이가 밀라노의 암브로시아나 도서관에서 팔림프세스트 필사를 하나 찾아냈는데, 거기에는 원래 제자들에게 보내는 프론토의 문서와 이들의 회신 일부가 적혀 있었다. 4년 후에 마이는 바티칸에서 밀라노에서 찾았던 필사본 몇 장들을 더 찾아냈다. 이 팔림프세스트들은 원래 보비오에 있는 유명한 성 콜롬바누스 수도회의 것이었고, 그곳의 수도사들이 쓴 제1차 칼케돈 공의회의 포고문들이 적혀 있었다.
암브로시아나의 팔림프세스트의 내용들은 다른 원고들과 함께 1815년 로마에서 출판되었다. 바티칸의 문서들은 또다른 바티칸 필사본에서 나온 프론토의 저서 중 하나인 ‘Gratiarum actio pro Carthaginiensibus’의 부분과 함께 1823년에 더해졌다. 1956년에 베른하르트 비쇼프가 밀라노 팔림프세스트와 겹쳐 있는, 프론토와 베루스 간의 서신의 부분들을 담고 있는 세 번째 필사본을 찾아냈다. 그렇지만, 그 문서가 프론토의 것일지 모른다 추측했었던 타생 수사가 1750년에 이 필사본을 처음 발표했었다.
이때 발견된 원고들은 부분적으로 프론토의 가르침 방식이 적절한 표현 방식을 찾기 위해 고대 작가들을 연구하는 걸 강조하는등 최근의 경향과 맞지 않는다는 점(마이와 더불어 이 원고들에 감격을 받았던 자코모 레오파르디가 있던 이탈리아는 예외였다), 이 원고들이 프론토가 마르쿠스 아우렐리우스의 지혜로운 조언자였다는 주장을 뒷받침하지 않는다는 점(실제로 정치적 조언이라고 할만한 흔적이 없었다), Ad M. Caesarem 5권에서 자주 목격된 지병에 대한 그의 잦은 불평이 측은함보다는 성가심을 일으키게 한다는 점에서 낭만주의 학파들에게 실망감을 안겨주었다. 이 부정적인 평가들은 Dorothy Brock의 Studies in Fronto and his Age (Cambridge: Cambridge University Press, 1911)에서 호의적인 평가를 받은 것처럼 있는 그대로 평가를 받으며 다시 한번 뒤바뀌게 된다.
문서들의 대부분은 안토니누스 피우스, 마르쿠스 아우렐리우스, 루키우스 베루스 등과의 서신으로 이루어져 있으며, 이 서신에서 프론토의 제자들의 성향들이 매우 호의적으로 나타나며, 특히나 이들 모두 자신들의 옛 스승에 대한 호감을 유지했던 것으로 보인다. 또한 친구들에게 보낸 서한들도 있었으며, 주로 추천서이긴 했지만, 그 중 하나(Ad amicos 1. 19)는 출판 때문에 프론토의 저작집들의 원고들을 얻으려 했던 아울루스 겔리우스에 대해 기분이 언짢았던 프론토(ego epistulas invitissime scribo, “나는 마지못해 편지를 쓰고 있네”)가 불평을 토로한 것이었다(프론토는 ‘아티카 야화’에 다섯 챕터에 하며, 그럼에도 이 문서들에서 보인 그의 성향은 때로는 그 자체보다는 겔리우스의 성향에 좀 더 가깝게 보인다). 그의 집필 문서들에는 웅변에 관한 논문, 일부 역사에 관한 것들, 연기와 먼지에 대한 찬가, 태만에 관한 찬가 등의 문학적인 것들 그리고 아리온에 대한 논문 등도 있었다. 추가적으로 그의 연설에 대한 일부를 마르쿠스 미누키우스 펠릭스가 남겨두기도 했는데 (Octavius 9. 6-7), 여기에서 프론토는 기독교인들의 베타적인 난행을 비난하였다.
마르쿠스 아우렐리우스는 《명상록》에서 프론토의 수사적인 가르침에 대해 전혀 언급하지 않으며, 그리스어로 글을 쓰지만, 그리스인 웅변술 교사이자 오랜 기간 친구인 헤로데스 아티쿠스만큼 많이 언급하지도 않았다. 그렇지만 그는 프론토가 자신에게 폭정의 악폐와 로마 상류층들의 감정적 결핍을 알려주었다고 했다. 전자는 흔한 내용이기에, 하드리아누스 치세 삶에 대한 감춰진 언급이 있을 것이며, 프론토는 하드리아누스에 대해서 사랑보다는 두려움을 느꼈다라며 회고했었다. 후자는 ‘애정이 넘치는’을 뜻하는 그리스어 필로스토르고스(φιλόστοργος)와 동일한 라틴어가 없다는 프론토의 비평에서 발생한 것이다. 아우렐리우스와 프론토 간의 친밀함을 알려준 이들 간의 서신은 고대에서 현재까지 남아있는 유일한 연애 편지 (동성애이든 아니든)이다.

## 참고 서적
- Champlin, E. 1980. Fronto and Antonine Rome. Cambridge, MA: Harvard Univ. Press.
- Claassen, J. M. 2009. "Cornelius Fronto: A “Libyan Nomad” at Rome." Acta Classica 52:47–71.
- Fleury, P. 2012. "Marcus Aurelius’ Letters." In A Companion to Marcus Aurelius. Edited by M. van Ackeren, 62–76. Oxford and Malden, MA: Blackwell.
- Freisenbruch, A. 2007. "Back to Fronto: Doctor and Patient in His Correspondence with an Emperor." In Ancient Letters: Classical and Late Antique Epistolography. Edited by R. Morello and A. D. Morrison, 235–256. Oxford: Oxford Univ. Press.
- Kemezis, A. M. 2010. "Lucian, Fronto, and the Absence of Contemporary Historiography Under the Antonines." American Journal of Philology 131:285–325.
- Keulen, W. 2014. "Fronto and Apuleius: Two African Careers in the Roman Empire." In Apuleius and Africa. Edited by B. Todd Lee, E. Finkelpearl, and L. Graverini, 129–153. London: Routledge.
- Mullen, A. 2015. “In Both Our Languages:" Greek-Latin Code-switching in Roman Literature." Language and Literature 24:213–232.
- Richlin, A. 2011. "Parallel Lives: Domitia Lucilla and Cratia, Fronto and Marcus." Eugesta 1:163–203.
- Ronnick, M. V. 1997. "Substructural Elements of Architectonic Rhetoric and Philosophical Thought in Fronto’s Epistles." In Roman Eloquence: Rhetoric in Society and Literature. Edited by W. J. Dominik, 229–245. London and New York: Routledge.
- Wei, R. 2013. "Fronto and the Rhetoric of Friendship." Cahiers des études anciennes 50: 67-93.